# جاي تي غوليك
جاي تي غوليك (بالإنجليزية: J. T. Gulick)‏ هو عالم حيوانات ومبشر وقسيس أمريكي، ولد في 13 مارس 1832 في كاواي في الولايات المتحدة، وتوفي في 14 أبريل 1923 في هونولولو في الولايات المتحدة.